# Nicolas Grimal
Nicolas Grimal (auch Nicolas-Christophe Grimal bzw. selten Nicholas Grimal) (* 13. November 1948 in Libourne, Gironde) ist ein französischer Ägyptologe.
Nicolas Grimal ist der Sohn des Klassischen Philologen Pierre Grimal. Er bestand 1971 die Agrégation (Staatsprüfung für das höhere Lehramt) in Lettres classiques (klassische Sprachen und Literaturen) und arbeitete anschließend bis 1973 als Lehrer an Lycées im Großraum Paris (u. a. Lycée Louis-le-Grand, Lycée Lakanal) sowie in Eu (Seine-Maritime). Parallel studierte er von 1970 bis 1976 weiter Ägyptologie an der École pratique des hautes études (EPHE). Von 1973 bis 1977 war Grimal Assistent am Ägyptologischen Lehrstuhl der Universität Paris IV (Sorbonne), wo er 1977 bei Jean Leclant auch promoviert wurde. Thema seiner Dissertation war die Triumphstele des Piankhy im Museum von Kairo. 1977 bis 1981 verbrachte er als Mitarbeiter des Institut français d’archéologie orientale (IFAO) in Kairo. 
Von 1981 bis 1988 lehrte Grimal als Maître-assistant bzw. Maître de conférences für Ägyptologie und alte Geschichte an der Universität Montpellier III (Paul-Valéry). Mit einer Schrift über Begriffe der königlichen Propaganda in Ägypten von der 19. ägyptischen Dynastie bis zu Alexanders Eroberung schloss er 1984 sein Doctorat d’État ab (entspricht etwa einer Habilitation). Von 1988 bis 2000 war er Professor für Ägyptologie und Direktor des Zentrums für ägyptologische Forschungen an der Sorbonne, daneben von 1989 bis 1999 Direktor des Institut français d’archéologie orientale in Kairo. Von 1990 bis 2005 war Grimal wissenschaftlicher Direktor des französisch-ägyptischen Zentrums für die Erforschung der Tempel von Karnak. 
Von 2000 bis 2020 hatte er den Lehrstuhl für Archäologie, Philologie und Geschichte der Pharaonischen Zivilisation am Collège de France inne. Zusätzlich ist er seit 2000 Inhaber des Ägypten-Lehrstuhls am Centre universitaire méditerranéen in Nizza.
Seit 2001 war er korrespondierendes, seit 2006 ist er ordentliches Mitglied der Académie des Inscriptions et Belles-Lettres. Seit 2008 ist er auch korrespondierendes Mitglied der Österreichischen Akademie der Wissenschaften. Von 2014 bis 2022 war er Generalsekretär der beratenden Kommission für archäologische Forschung im Ausland des französischen Außenministeriums.